# John Maclay (1er vicomte Muirshiel)
John Scott Maclay, 1er vicomte Muirshiel, (26 octobre 1905 - 17 août 1992) est un homme politique britannique, siégeant en tant que député national libéral et conservateur avant que le parti ne soit complètement intégré dans le Parti unioniste en Écosse dans les années 1960.
Lord Muirshiel est secrétaire d'État pour l'Écosse de 1957 à 1962 au sein du gouvernement conservateur de Harold Macmillan, après avoir occupé un certain nombre de postes ministériels subalternes auparavant. En 1964, il est nommé à la Chambre des lords.

## Jeunesse et éducation
Il est le cinquième fils de Joseph Paton Maclay (1er baron Maclay), et le frère cadet de Joseph Maclay (2e baron Maclay). Il fait ses études à Winchester et au Trinity College de Cambridge et est archet dans le bateau victorieux de Cambridge lors de la course de bateaux de 1927. À Cambridge, il est aussi un membre du Club Universitaire Pitt.

## Carrière politique
En 1940, il est élu lors d'une élection partielle en temps de guerre comme député de Montrose Burghs. Au cours de la Seconde Guerre mondiale, il dirige la mission de la marine marchande britannique à Washington, DC, menant à sa nomination de compagnon de l'Ordre de Saint-Michel et Saint-Georges (CMG) lors des honneurs d'anniversaire de 1944. En 1945, il est brièvement Secrétaire parlementaire privé du ministre de la Production. Il conserve son siège de Montrose aux élections générales de 1945. De 1945 à 1951, il dirige les libéraux nationaux à la Chambre des communes. La circonscription de Montrose Burghs est redécoupée pour les élections générales de 1950, et Maclay est réélu à la place pour West Renfrewshire, un siège qu'il conserve jusqu'en 1964. Il sert sous Winston Churchill en tant que Secrétaire d'État aux Transports entre octobre 1951 et mai 1952. En 1952, il est admis au Conseil privé.
Maclay reste en fonction jusqu'en octobre 1956, date à laquelle il est nommé ministre d'État aux Colonies par Anthony Eden. Lorsque Harold Macmillan est devenu Premier ministre en janvier 1957, il est nommé Secrétaire d'État pour l'Écosse avec un siège au cabinet. Il occupe ce poste jusqu'en juillet 1962, date à laquelle il est victime de la "Nuit des longs couteaux", lorsqu'un tiers du Cabinet perd son poste. En 1964, Maclay est élevé à la pairie en tant que vicomte Muirshiel, de Kilmacolm dans le comté de Renfrew. Il est fait Compagnon d'Honneur en 1962 et Chevalier du Chardon en 1973. De 1967 à 1980, il est Lord Lieutenant du Renfrewshire.

## Vie privée
Lord Muirshiel épouse Betty, fille de Delaval Graham L'Estrange Astley, en 1930. Le mariage est sans enfant. Elle est décédée en juin 1974, à l'âge de 71 ans. Lord Muirshiel reste veuf jusqu'à sa mort en août 1992, à l'âge de 86 ans. Le titre de vicomte s'éteint avec lui. Il est enterré aux côtés de plusieurs membres de sa famille, dont les Barons Maclay dans le cimetière de l'église Mount Zion, dans le village de Quarrier près de Kilmacolm, dans son ancienne circonscription de West Renfrewshire.